# Schloßberg (Lemberg)
Der Schlossberg ist ein 457,9 Meter hoher Berg im westlichen Wasgau, wie der südliche Teil des Pfälzerwald genannt wird. 

## Lage
Der Berg befindet sich komplett auf Gemarkung der Gemeinde Lemberg und liegt unmittelbar am Rande von deren nordöstlichen Siedlungsgebiet. In seinem unteren Bereich befindet sich Wohnbebauung. In seinem Umkreis sind verschiedene Felsformationen (Mittlerer Buntsandstein: Karlstalschichten, Obere Felszone) anzutreffen.

## Charakteristika
Beim Schloßberg handelt es sich um einen kegelförmigen Berg; er ist Bestandteil eines Systems von Höhenzügen und Kegelbergen. Teilbereiche sind bewaldet. Vom Gipfel aus bietet sich ein umfassender Panoramablick.

## Bauwerke
Auf seinem Gipfel steht die Ruine der Burg Lemberg, die sein Namensgeber wurde samt Burgeninformationszentrum und Burgschänke.

## Natur
Der Schloßberg bildet ein insgesamt neun Hektar großes Landschaftsschutzgebiet, das die Gebietsnummer 07-LSG-7340-013 trägt.

## Verkehr und Tourismus
Auf dem Fahrweg ist der Berg sehr gut erreichbar. Ein potentieller Ausgangspunkt hierfür sind Parkplätze in Lemberg.
Entlang seines Südhanges verlaufen der Fernwanderweg Pirmasens–Belfort sowie ein Wanderweg, der mit einem gelben Punkt gekennzeichnet ist und von Fischbach bei Dahn bis zum Kettrichhof verläuft. Darüber hinaus ist der Berg Ausgangspunkt der Tour 19 des Mountainbikepark Pfälzerwald.